# Michaił Bołdyriew (1890–1938)
Michaił Fomicz Bołdyriew (ros. Михаил Фомич Болдырев, ur. 1890, zm. 1 czerwca 1938) – radziecki działacz państwowy i partyjny.

## Życiorys
Skończył szkołę realną, 1911 wstąpił do SDPRR, był mienszewikiem, do 1918 służył w rosyjskiej armii, brał udział w I wojnie światowej. W 1917 był członkiem, potem przewodniczącym komitetu pułkowego, 1918 dowodził oddziałem partyzanckim w Obwodzie Wojska Dońskiego, był członkiem Uriupinskiego Komitetu Rewolucyjnego. W marcu 1918 był delegatem na IV Nadzwyczajny Zjazd Rad, został aresztowany przez białych, został skazany przez nich na śmierć, jednak zdołał zbiec, po czym w styczniu 1919 został członkiem RKP(b). W 1919 dowódca brygady kawaleryjskiej na Froncie Południowym, szef Wydziału Politycznego 1 Dońskiej Dywizji Kozackiej (korpus ekspedycyjny Frontu Południowego), wojenkom Wydziału Operacyjnego Sztabu 9 Armii i szef agentury Sztabu 9 Armii. Od stycznia 1920 wojenkom Oddziału Zwiadowczego 9 Armii, od września 1920 zastępca przewodniczącego Komitetu Wykonawczego Dońskiej Rady Obwodowej, od 10 stycznia do marca 1921 przewodniczący Komitetu Wykonawczego Dońskiej Rady Obwodowej, od lutego 1921 zastępca przewodniczącego, potem przewodniczący Kubańsko-Czarnomorskiej Rady Obwodowej. Od listopada 1921 do października 1922 przewodniczący Komitetu Wykonawczego Terskiej Rady Gubernialnej, od 13 października 1922 do 12 lipca 1924 przewodniczący Komitetu Wykonawczego Smoleńskiej Rady Gubernialnej, 1924-1926 zastępca ludowego komisarza spraw wewnętrznych RFSRR, od 1927 do lipca 1928 przewodniczący Komitetu Wykonawczego Stalingradzkiej Rady Obwodowej. Od 1929 zastępca przewodniczącego, później do 1932 przewodniczący Środkowoazjatyckiej Narady Ekonomicznej, następnie do maja 1938 szef Gławzagotchłopproma.
W 1938 aresztowany, wkrótce zmarł.